# Veselynivka
Veselynivka  (ucraniano: Веселинівка) es una localidad del Raión de Berezivka en el Óblast de Odesa de Ucrania. Según el censo de 2001, tiene una población de 213 habitantes.